# Barðaströnd

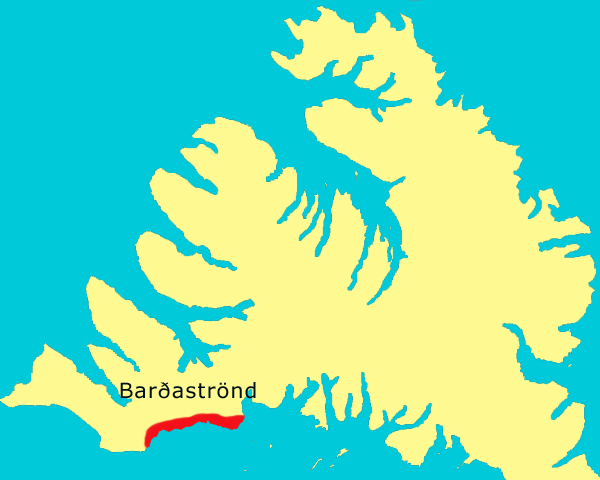
Barðaströnd

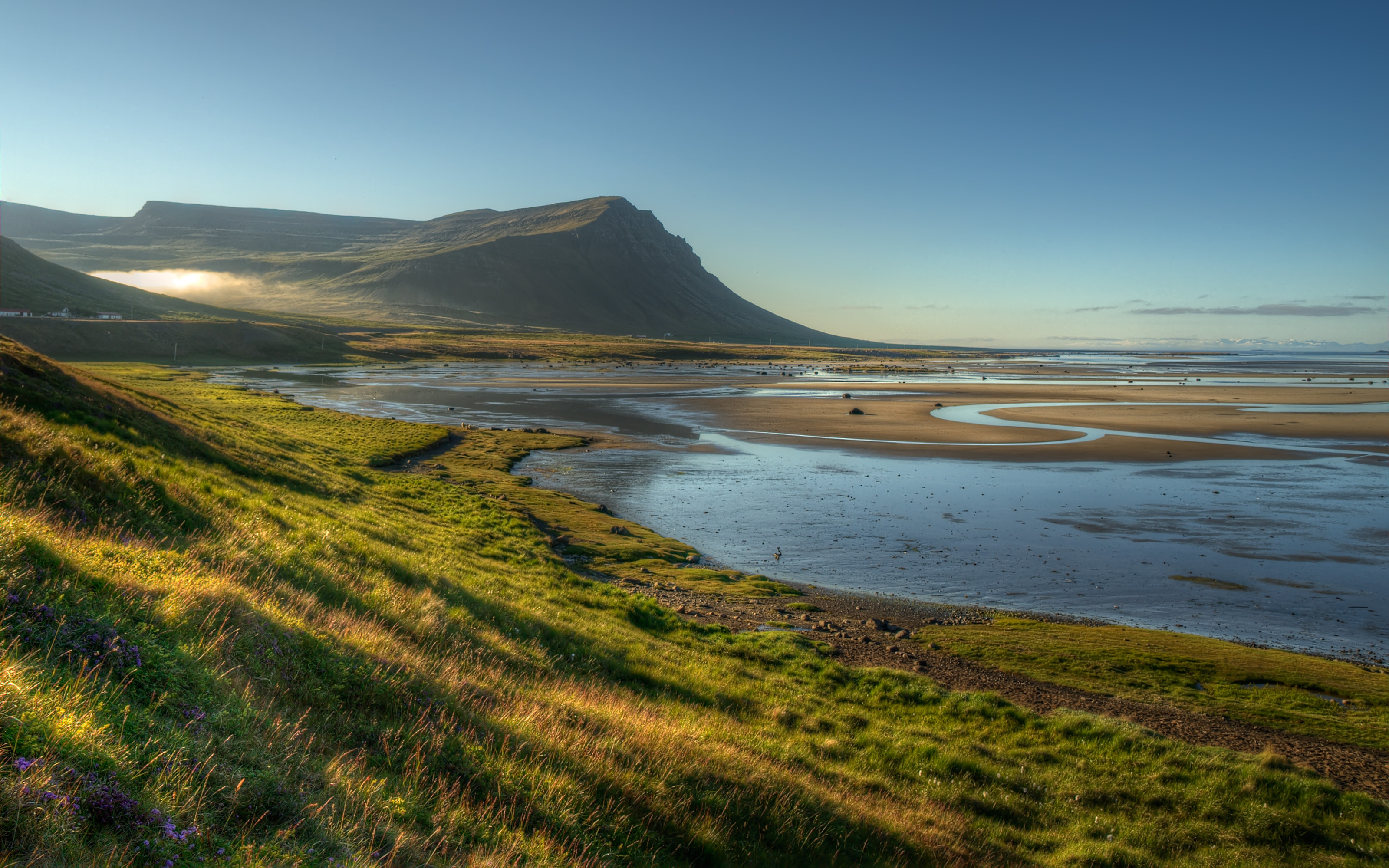
Barðaströnd (2011)

Barðaströnd wird ein Teil der Südküste der Westfjorde von Island genannt.
Das Nordufer des Breiðafjörðurs westlich des Vatnsfjörðurs und östlich des Sigluneshlíð gehört zu diesem Gebiet. 
Weiter westlich folgen der Rauðisandur und Látrabjarg bis zum Kap Bjargtangar.
Der Barðastrandarvegur  beginnt am Vestfjarðavegur , verläuft am Fährhafen Brjánslækur vorbei uns steigt bei Sigluneshlíð auf die Kleifaheiði auf 404 m hinauf.
Am Barðaströnd ist Flóki Vilgerðarson der erste Siedler gewesen.